# Qardili
Qardili è un comune dell'Azerbaigian situato nel distretto di Salyan.